# Прапор Майотти
Прапор Майотти — прапор заморського департаменту (з 31 березня 2011 року) Франції, розташований в Мозамбіцькій протоці, в західній частині Індійського океану, між північним Мозамбіком і північним Мадагаскаром.